# Josip Iličić
Josip Iličić (Prijedor, 29 januari 1988) is een in Bosnië en Herzegovina geboren Sloveens-Kroatisch profvoetballer die doorgaans als aanvaller speelt. Hij keerde in oktober 2022 terug bij NK Maribor. Iličić is van oorsprong een etnische Kroaat uit Bosnië en Herzegovina, maar debuteerde in 2010 in het Sloveens voetbalelftal.

## Clubcarrière

### Sloveense competitie
Iličić debuteerde in 2007 in het betaald voetbal in het shirt van SC Bonifika, op dat moment actief op het tweede niveau in Slovenië. Hij stapte een jaar later over naar Interblock Ljubljana en ging zodoende een niveau hoger spelen. Iličič speelde twee seizoenen voor de club, waarmee hij in zijn tweede seizoen degradeerde.
Iličić verruilde Interblock in 2010 voor Maribor Branik, dat een vergoeding van 80.000,- euro voor hem betaalde. Maribor Branik plaatste zich in het voorgaande seizoen voor de Europa League, waarin het in de voorrondes uitkwam tegen Videoton FC, Hibernian FC en US Palermo. Iličić was twee keer trefzeker tegen Hibernian en één keer in een gewonnen wedstrijd thuis tegen Palermo. Die laatste club nam een dag na de wedstrijd zowel Iličić als Armin Bačinovič over van Maribor. Voor Iličić werd 2.3 miljoen euro betaald.

### Palermo
Iličić maakte op 12 september 2010 zijn debuut voor US Palermo in de Serie A, in een verloren uitwedstrijd tegen Brescia. Hij kwam in de 69e minuutin het veld voor Fabio Liverani. Hij maakte op 19 september 2010 zijn eerste doelpunt voor US Palermo. In een verloren wedstrijd thuis tegen regerend landskampioen Internazionale (1–2) opende hij die dag de score. Dit was het eerste van in totaal twintig doelpunten die Iličić voor Palermo zou maken in de Serie A. Hij behaalde in het seizoen 2012/13 voor het eerst in zijn carrière dubbele cijfers (10). Daarmee kon hij niet voorkomen dat zijn ploeg dat jaar degradeerde. Hij daalde zelf niet mee af.

### Fiorentina
Iličić tekende in juli 2013 een contract voor vijf jaar bij Fiorentina, dat circa negen miljoen euro voor hem betaalde aan Palermo. Hier was hij niet meer verzekerd van een basisplaats. Dat zou hij in de vier seizoenen die volgden ook nooit worden. Wel maakte hij voor het eerst mee hoe het was om consequent in de subtop van Italië mee te draaien en elk jaar uit te komen in de Europa League.

### Atalanta Bergamo
Iličić verruilde Fiorentina in juli 2017 voor Atalanta Bergamo. Hiervoor maakte hij op 18 maart 2018 voor het eerst een hattrick in de Serie A. Hij maakte die dag zowel de 0–2, 0–3 als 0–4 in een met 0–5 gewonnen wedstrijd uit bij Hellas Verona. Dit was zijn tweede hattrick in zijn carrière, negen jaar nadat hem dit al eens lukte in de 1. SNL.  
Later in 2018 kampte hij met gezondheidsproblemen. Hij had ontstoken lymfeklieren en belandde in het ziekenhuis omdat de situatie niet verbeterde. Dit had ook een mentale weerslag op Iličić. Hij gaf aan in deze tijd veel aan zijn overleden teamgenoot van Fiorentina Davide Astori te denken. Tegenover 24Sata zei hij hierover: “In die tijd dacht ik veel aan Davide, ik was bang om te gaan slapen en niet meer wakker te worden, om mijn geliefden niet meer te zien” . 
Iličić herstelde en in het seizoen erna maakte hij twee hattricks, uit bij Chievo Verona en uit bij US Sassuolo. Hiermee droeg hij er mede aan bij dat Atalanta zich dat seizoen voor het eerst in de clubhistorie plaatste voor de UEFA Champions League. Zijn persoonlijke debuut in dit toernooi vond plaats op 18 september 2019, in een met 4–0 verloren groepswedstrijd uit bij Dinamo Zagreb. Iličić maakte op 25 januari 2020 zijn vierde hattrick voor Atalanta in de Serie A. Hij maakte toen de 0–1, 0–4 en 0–5 in een met 0–7 gewonnen wedstrijd uit bij Torino.
Op 10 maart 2020 scoorde hij in de 3–4 gewonnen wedstrijd viermaal tegen Valencia in de achtste finales van de UEFA Champions League. Hij werd de eerste speler in de historie van de Champions League om vier goals te scoren in een uitwedstrijd tijdens de knockout-fase en de oudste om vier goals te maken in de Champions League. Met 32 jaar en 41 dagen versloeg hij daarmee Zlatan Ibrahimović. Tijdens de coronapandemie had Iličić te maken met depressie. Begin 2022 had hij opnieuw last van mentale gezondheidsproblemen en uit de selectie van Atalanta gelaten. Na vijf jaar bij de club besloten Iličić en Atalanta op 31 augustus 2022 gezamenlijk zijn contract te ontbinden. Hij speelde 173 wedstrijden voor Atalanta en kwam daarin tot zestig goals en 44 assists.

### NK Maribor
Na twaalf jaar in de Serie A, keerde Ilicic op 5 oktober terug in Slovenië, bij NK Maribor. Daar tekende hij een contract voor drie seizoenen tot de zomer van 2025. Hij maakte zijn rentree op 6 november in een 5-1 overwinning op NŠ Mura en scoorde zelfde vanaf de penaltystip de winnende treffer.

## Clubstatistieken
| Seizoen | Club             | Competitie | Competitie | Competitie | Beker | Beker | Internationaal | Internationaal | Totaal | Totaal |
| Seizoen | Club             | Competitie | Wed.       | Dlp.       | Wed.  | Dlp.  | Wed.           | Dlp.           | Wed.   | Dlp.   |
| ------- | ---------------- | ---------- | ---------- | ---------- | ----- | ----- | -------------- | -------------- | ------ | ------ |
| 2008/09 | Interblock       | PrvaLiga   | 27         | 9          | 4     | 1     | —              | —              | 31     | 10     |
| 2009/10 | Interblock       | PrvaLiga   | 30         | 3          | 3     | 1     | 2              | 0              | 35     | 4      |
| 2010/11 | NK Maribor       | PrvaLiga   | 5          | 1          | —     | —     | 6              | 3              | 11     | 4      |
| 2010/11 | Palermo          | Serie A    | 34         | 8          | 5     | 0     | —              | —              | 39     | 8      |
| 2011/12 | Palermo          | Serie A    | 33         | 2          | 1     | 3     | 2              | 1              | 36     | 6      |
| 2012/13 | Palermo          | Serie A    | 31         | 10         | 1     | 1     | —              | —              | 32     | 11     |
| 2013/14 | Fiorentina       | Serie A    | 21         | 3          | 2     | 1     | 8              | 2              | 31     | 6      |
| 2014/15 | Fiorentina       | Serie A    | 25         | 8          | 2     | 0     | 7              | 2              | 34     | 10     |
| 2015/16 | Fiorentina       | Serie A    | 30         | 13         | 1     | 0     | 6              | 2              | 37     | 15     |
| 2016/17 | Fiorentina       | Serie A    | 29         | 5          | 2     | 0     | 4              | 1              | 35     | 6      |
| 2017/18 | Atalanta Bergamo | Serie A    | 31         | 11         | 4     | 0     | 6              | 4              | 41     | 15     |
| 2018/19 | Atalanta Bergamo | Serie A    | 31         | 12         | 5     | 1     | 0              | 0              | 36     | 13     |
| 2019/20 | Atalanta Bergamo | Serie A    | 26         | 15         | 1     | 1     | 7              | 5              | 34     | 21     |
| 2020/21 | Atalanta Bergamo | Serie A    | 28         | 6          | 4     | 0     | 6              | 1              | 38     | 7      |
| 2021/22 | Atalanta Bergamo | Serie A    | 20         | 3          | 0     | 0     | 4              | 1              | 24     | 4      |
| 2022/23 | NK Maribor       | PrvaLiga   | 11         | 2          | 3     | 0     | 0              | 0              | 14     | 2      |
| 2023/24 | NK Maribor       | PrvaLiga   | 31         | 8          | 2     | 0     | 3              | 1              | 36     | 9      |
| TOTAAL  | TOTAAL           | TOTAAL     | 443        | 119        | 40    | 9     | 61             | 23             | 544    | 151    |

Bijgewerkt op 30 mei 2024.

## Interlandcarrière
Iličić maakte op woensdag 11 augustus 2010 onder leiding van toenmalig bondscoach Matjaž Kek zijn debuut in de nationale ploeg van Slovenië, in een oefeninterland thuis tegen Australië (2-0). Hij viel in dat duel na 68 minuten in voor Valter Birsa. Zijn eerste interlanddoelpunt volgde op 10 september 2013. Hij bracht Slovenië toen op 0–2 in een met diezelfde cijfers gewonnen kwalificatiewedstrijd voor het WK 2014, in en tegen Cyprus. Iličić werd op 7 juni 2024 door bondscoach Matjaž Kek opgenomen in de Sloveense selectie voor het EK 2024 in Duitsland. Slovenië speelde in de groepsfase gelijk tegen Denemarken, Servië en Engeland, waarna het in de achtste finales na strafschoppen werd uitgeschakeld door Portugal, mede door een gemiste strafschop van Iličić. Iličić kwam in actie tegen Engeland en Portugal.